# Orimarga (Orimarga) neogaudens
Orimarga (Orimarga) neogaudens is een tweevleugelige uit de familie steltmuggen (Limoniidae). De soort komt voor in het Neotropisch gebied.